# إيما نيل
إيما نيل (بالإنجليزية: Emma Neale)‏ (2 يناير 1969، دنيدن في نيوزيلندا)؛ شاعرة، كاتِبة وروائية نيوزيلندية.